# Team Coop-Repsol
El Team Coop-Repsol (código UCI: TCR) es un equipo ciclista noruego de categoría Continental.

## Material ciclista

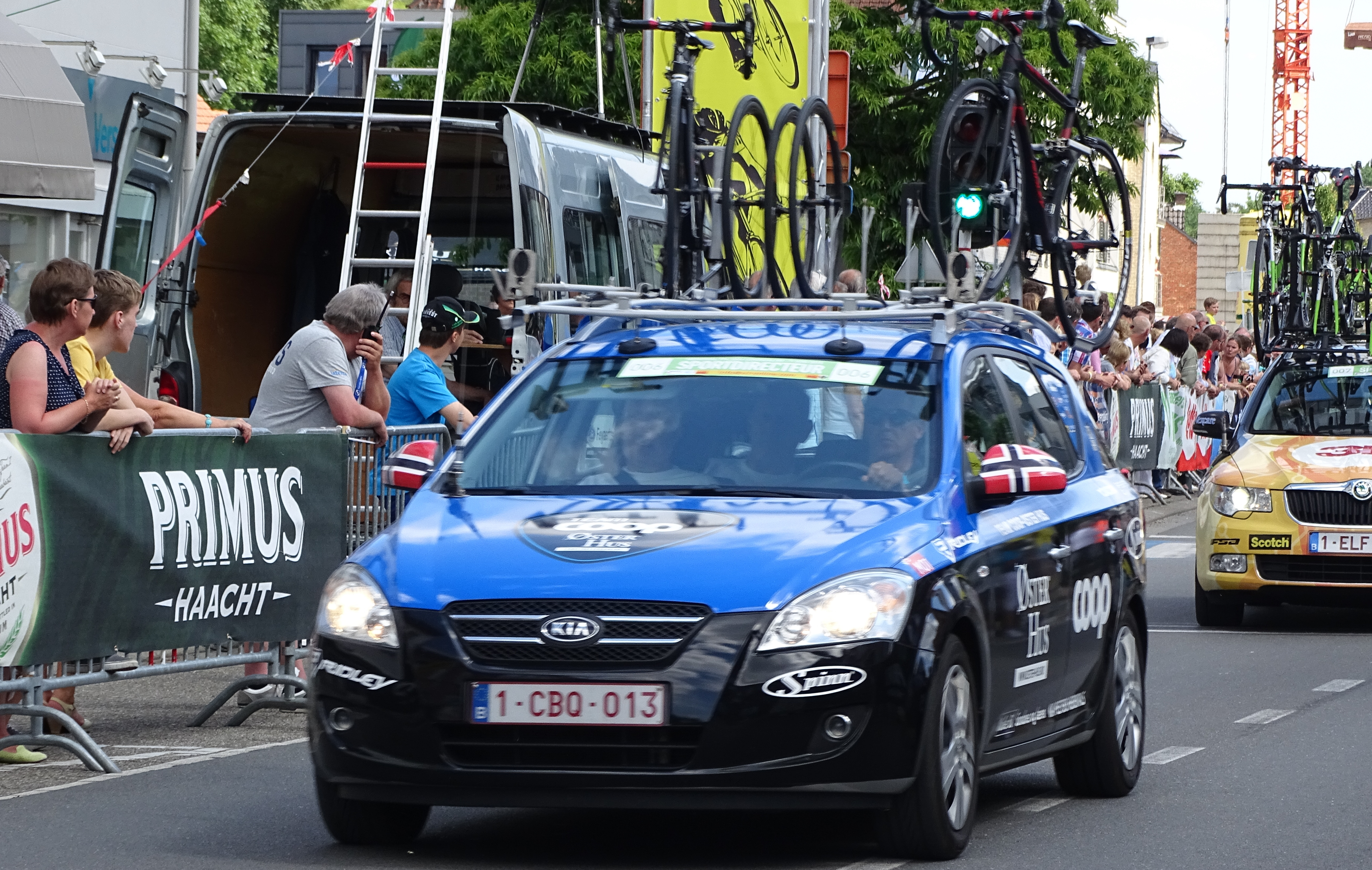
Vehículo del equipo.

El equipo utiliza bicicletas Scott.

## Clasificaciones UCI
A partir de 2005 la UCI instauró los Circuitos Continentales UCI, donde el equipo se encuentra a partir de la creación de estos. Ha participado en carreras de distintos circuitos, con lo cual ha estado en las clasificaciones del UCI Europe Tour Ranking. Las clasificaciones del equipo y de su ciclista más destacado son las siguientes:
| Temporada               | Clasificación por equipos | Mejor corredor en la clasificación individual | Posición |
| 2005 (Europe Tour)      | 56.º                      | Morten Hegreberg                              | 287.º    |
| 2005-2006 (Europe Tour) | 56.º                      | Martin Prázdnovský                            | 62.º     |
| 2006-2007 (Europe Tour) | 84.º                      | Stian Remme                                   | 401.º    |
| 2007-2008 (Europe Tour) | 96.º                      | Stian Remme                                   | 408.º    |
| 2008-2009 (Europe Tour) | 70.º                      | Christer Rake                                 | 387.º    |
| 2009-2010 (Europe Tour) | 58.º                      | Michael Stevenson                             | 105.º    |
| 2010-2011 (Europe Tour) | 61.º                      | Roy Hegreberg                                 | 229.º    |
| 2011-2012 (Europe Tour) | 81.º                      | Sven Erik Bystrøm                             | 246.º    |
| 2012-2013 (Europe Tour) | 65.º                      | Fredrik Strand Galta                          | 349.º    |
| 2013-2014 (Europe Tour) | 44.º                      | Sven Erik Bystrøm                             | 36.º     |
| 2015 (Europe Tour)      | 45.º                      | Fredrik Strand Galta                          | 83.º     |
| 2016 (Europe Tour)      | 48.º                      | Krister Hagen                                 | 187.º    |
| 2017 (Europe Tour)      | 28.º                      | August Jensen                                 | 24.º     |
| 2018 (Europe Tour)      | 44.º                      | Gustav Höög                                   | 274.º    |
| 2019 (Europe Tour)      | 70.º                      | Trond Trondsen                                | 487.º    |

## Palmarés
Para años anteriores véase: Palmarés del Team Coop-Repsol.

### Palmarés 2025

#### UCI ProSeries
| Fechas     | Carreras                      | Ganador            |
| 29 de mayo | 1.ª etapa del Tour de Noruega | Storm Ingebrigtsen |

#### Circuitos Continentales UCI
| Fechas      | Circuito             | Carreras                              | Ganador        |
| 10 de abril | UCI Europe Tour 2025 | 2.ª etapa del Circuito de las Ardenas | Eirik Vang Aas |

## Plantilla
Para años anteriores véase: Plantillas del Team Coop-Repsol.

### Plantilla 2025
| Nombre                  | Nacimiento | Nacionalidad | Equipo 2024                  |
| Karsten Larsen Feldmann | 28/03/2003 | Noruega      | Team Coop-Repsol             |
| Eivind Broholt Fougner  | 02/03/2003 | Noruega      | Team Coop-Repsol             |
| Storm Ingebrigtsen      | 17/02/2005 | Noruega      | Team Coop-Repsol             |
| Kalle Kvam              | 27/02/2003 | Noruega      | Team Coop-Repsol             |
| Johan Ravnøy            | 23/11/2003 | Noruega      | Team Coop-Repsol             |
| Anton Stensby           | 17/01/2001 | Noruega      | Team Coop-Repsol             |
| Magnus Sørbø            | 21/03/2002 | Noruega      | Team Coop-Repsol             |
| Halvor Utengen Sandstad | 23/01/2005 | Noruega      | Team Coop-Repsol             |
| Eirik Vang Aas          | 13/01/2002 | Noruega      | Team Coop-Repsol (stagiaire) |
| Magnus Wæhre            | 02/05/2002 | Noruega      | Team Coop-Repsol             |